# Holascus tenuis
Holascus tenuis är en svampdjursart som beskrevs av Schulze 1904. Holascus tenuis ingår i släktet Holascus och familjen Euplectellidae. Inga underarter finns listade i Catalogue of Life.